# Cerro Gordo (Illinois)
Cerro Gordo és una població dels Estats Units a l'estat d'Illinois. Segons el cens del tenia 1.436 habitants.

## Demografia
Segons el cens del 2000, Cerro Gordo tenia 1.436 habitants, 560 habitatges, i 417 famílies. La densitat de població era de 749,2 habitants/km².
Dels 560 habitatges en un 37,7% hi vivien nens de menys de 18 anys, en un 59,1% hi vivien parelles casades, en un 11,8% dones solteres, i en un 25,4% no eren unitats familiars. En el 22,3% dels habitatges hi vivien persones soles l'11,6% de les quals corresponia a persones de 65 anys o més que vivien soles. El nombre mitjà de persones vivint en cada habitatge era de 2,56 i el nombre mitjà de persones que vivien en cada família era de 3.
Per edats la població es repartia de la següent manera: un 27,8% tenia menys de 18 anys, un 7,8% entre 18 i 24, un 29,4% entre 25 i 44, un 20,6% de 45 a 60 i un 14,4% 65 anys o més.
L'edat mediana era de 37 anys. Per cada 100 dones de 18 o més anys hi havia 90,6 homes.
La renda mediana per habitatge era de 40.529 $ i la renda mediana per família de 45.250 $. Els homes tenien una renda mediana de 34.408 $ mentre que les dones 24.219 $. La renda per capita de la població era de 16.635 $. Aproximadament el 7,4% de les famílies i el 7,1% de la població estaven per davall del llindar de pobresa.

## Poblacions més properes
El següent diagrama mostra les poblacions més properes.